# فرگشت پروانه‌ها
فرگشت پروانه منشأ و تنوع بخشیدن به پروانه‌ها از طریق زمان زمین‌شناسی و بخش بزرگی از سطح زمین حاصل شده‌است. اولین فسیل‌های شناخته شده به اواسط دوره ائوسن بین ۴۰ تا ۵۰ میلیون سال یش بر می‌گردد. از آنجایی که پروانه‌ها و کرم‌های ابریشم هر دو از گیاهان گلدار تغذیه می‌کنند، گسترش آنها مرتبط با فرگشت گیاهان گلدار می‌باشد. از ۲۲۰ هزار گونه پروانه‌سانان، حدود ۴۵ هزار گونه، پروانه‌هایی هستند که از فرگشت نوعی حشره پروانه شکل به وجود آمده‌اند. پروانه‌ها در سراسر جهان به جز قطب جنوب وجود دارند و در مناطق استوایی بسیار زیاد هستند. پروانه‌ها به هشت خانواده تقسیم می‌شوند.

## فیلوژنی
پروانه‌ها از رده Rhopalocera می‌باشند که از سه ابرتیره تشکیل شده‌اند: Hedyloidea (خانواده شاپرک‌های آمریکایی پروانه‌های شاپرکی)، پشیزبالان (خانواده پشیزبالان که شامل حشراتی هستند که پروازی تیز و سریع دارند)، و پروانه وارها (خانواده واقعی پروانه سانان شامل پروانه وارها، کاهی بالان، فرچه پایان، پرنیان بالان و فلزنقشیان می‌باشد). تمام این خانواده‌ها گروهی فراگیر یا مونوفیلتیک هستند. پشیز بالان به دو ابرتیره دیگر در معقوله سیر فرگشت نزدیکتر می‌باشد. در پروانه سان‌ها، پروانه وارها نزدیکترین سیر فرگشتی را با دیگر تیره‌ها داشته و کاهی بالان با فرچه پایان، پرنیان بالان و فلزنقشیان نزدیکترین سیر فرگشتی را دارد. فرضیه فیلوژنتیک با فرچه پایان هنوز موضوع بحث می‌باشد. تحقیقات فعلی روی زیر مجموعه تیره‌ها و روابط قبیله ای به خصوص در فرچه پایان، تمرکز دارد.

## سیر شواهد
مطالعه مدرن روی طبقه‌بندی بالاتر پروانه‌ها با استفاده از فنوتیکی اریلیچ از صدها شخصیت مورفولوژیکی که قبلاً نادیده گرفته شده بودند به صورت جداول، در بین خانواده‌ها و گروه‌های اصلی رونمایی کرد (Ehrlich، ۱۹۵۸). اسکوبل (۱۹۹۵) و دیگران با کاربرد آنها برای کلادیسم به جستجوی نمونه‌های جدید ادامه دادند. امروزه خصوصیات لاروال معمولاً با خصوصیات پروانه‌های بالغ ادغام می‌شوند. افزودن داده‌های مولکولی، به محققان را قادر کرده‌است که در بسیاری از دودمان‌ها، کلادها را برطرف کنند.
شواهد از این سو و آن سو از دیرینه‌شناسی جمع‌آوری شده‌است که حدود ۵۰ فسیل پروانه از طریق مورفولوژی و مطالعه روی هومولوژی از ژنتیک مولکولی و زیست شیمیایی مقایسه ای و از طریق اکولوژی و توزیعات زمین شنای امروزی، شناسایی شده‌اند.

### فسیل‌ها
فسیل‌های پروانه‌ها به خوبی توسط گریمالدی و اِنگِل (۲۰۰۵) نگهداری می‌شد. آنها به ضعفشان در یافتن سیر فرگشتی نزدیک به پروانه سان‌ها اشاره نمودند و گفتند که پروانه‌های ۴۵ میلیون سال پیش بسیار شبیه به رونوشت هستند. اولین فسیل‌ها حدود ۴۰ تا ۵۰ میلیون سال پیش شکل گرفته‌است.

### گیاهان میزبان
برخی از گونه‌ها در قهوه‌ای بالان از سرخس‌ها به عنوان گیاهان میزبان لاروها استفاده می‌کنند، و غیرممکن نیست که پروانه‌ها می‌توانند قبل از گیاهان نهاندانه میزبان امروزی سرچشمه گرفته باشند.

## تاریخ مبدأ
برخی از محققان تصور می‌کنند که پروانه‌ها به احتمال زیاد در دوره کرتاسه سرچشمه گرفته‌اند که قاره‌ها متفاوت از موقعیت‌های فعلی خود و دارای آب و هوایی برخلاف آنچه که امروزه ترسیم شده‌اند، داشته‌اند. این زمانی است که تابش عمده آنژیواسپرم اتفاق افتاد؛ بنابراین، فرگشت پروانه‌ها باید در طول تدوین و آزمایش فرضیه‌های فیلوژنتیک و از طریق باغ وحش تاریخی مورد بررسی قرار گیرد. محققانی که کرتاسه را مبدئی برای پروانه‌ها می‌دانند، عموماً از این فرضیه باغ وحش زاویه ای برای چگونگی توزیع اصل و نسب پروانه‌ها در سراسر جهان استقبال می‌نمایند، در حالی که کسانی که طرفدار دوره سوم زمین‌شناسی برای مبدأ پروانه‌ها هستند، به فرضیه‌های پراکندگی تکیه می‌کنند (لاماس، ۲۰۰۸).